# Ratpenat frugívor de dents agudes de les Cèlebes
El ratpenat frugívor de dents agudes de les Cèlebes (Harpyionycteris celebensis) és una espècie de ratpenat de la família dels pteropòdids. És endèmic d'Indonèsia. El seu hàbitat natural són els boscos, tot i que també se l'ha trobat a plantacions de cacau. Està amenaçat per la caça i la pèrdua d'hàbitat a causa de l'expansió agrícola i la desforestació.